# Ryan Thomerson
Ryan Thomerson (* 1. Oktober 1994 in England) ist ein australischer Snookerspieler. Durch den Gewinn der Asia Pacific Open Snooker Championship qualifizierte er sich 2022 für zwei Jahre auf der Profitour.

## Karriere
Ryan Thomerson wurde in England geboren. Obwohl sein Vater Paul Mitte der 1990er Jahre, als die Snookertour allen Spielern offenstand, an den Qualifikationsrunden der großen Turniere teilgenommen hatte, war Ryan in seiner Kindheit mehr an Motorradrennen interessiert. Erst als sie 2006 nach Australien zogen, begann er als 11-Jähriger mit dem Spielen. Sie wohnten in Montrose, einem Ort in einem Außenbezirk von Melbourne. Schon nach kurzer Zeit gewann er die regionale U12-Meisterschaft von Victoria und blieb von da an bei dem Sport. Als Jugendlicher gehörte er zu den besten australischen Nachwuchsspielern und spielte bei nationalen Turnieren. 2009 gewann er die nationale U15-Meisterschaft, drei Jahre später wurde er U18-Meister. 2015 holte er sich den australischen U21-Titel und anschließend den Ozeanientitel in dieser Altersklasse. 2017 gewann er die offene australische Meisterschaft durch einen 6:3-Finalsieg gegen Steve Mifsud.
Ab 2013 trat der Australier auch bei internationalen Turnieren wie den Amateurweltmeisterschaften an. Er überstand zwar häufig die Gruppenphase, kam aber nie über das Viertelfinale hinaus. Er spielte bereits 2011 bei zwei Turnieren der Players Tour Championship in England und nahm zwei Jahre später an drei Turnieren der EBSA Qualifying Tour in Europa teil, bei der um Plätze auf der Profitour gespielt wurde. Schließlich zog er für längere Zeit nach England, um sein Snookerspiel zu verbessern, und wurde Trainingspartner des besten australischen Spielers Neil Robertson, mit dem er auch mehrere Monate die Unterkunft teilte.
2018 bekam Thomerson eine Wildcard für die WM-Qualifikation und schlug sich trotz 5:10-Niederlage gegen Matthew Stevens achtbar. Danach bemühte er sich ernsthaft um die Qualifikation für die Profitour und nahm an Q School und Challenge Tour sowie den WSF Open teil. Obwohl er mit den britischen Amateuren mithalten konnte, war auch hier das Viertelfinale zweimal sein bestes Ergebnis. Bei einer anderen Qualifikationsmöglichkeit, der Kontinentalmeisterschaft, schied er bis 2020 dreimal im Halbfinale aus. 2022 gelang ihm bei der Asien-Pazifik-Meisterschaft mit einem 5:1-Sieg über Glen Wilkinson erstmals der Finaleinzug und mit 6:1 über Landsmann Justin Sajich der Titelgewinn. Dies brachte ihm den Profistatus und die Startberechtigung für die Spielzeiten 2022/23 und 2023/24.
Seinen ersten Sieg als Profi errang Thomerson bei der Championship League 2022 gegen Ng On Lee. Bei den weiteren Profiturnieren der Saison  schied er größtenteils bereits in der ersten Runde aus. Beim German Masters und den Welsh Open erreichte er jeweils die zweite Runde. Bei zwei Amateurturnieren der EPSB Open Series erreichte er einmal das Viertel- und einmal das Achtelfinale. Bei der Weltmeisterschaft schied er nur knapp mit 8:10 gegen Ian Martin aus, nachdem er zwischenzeitlich bereits mit 2:7 zurückgelegen hatte. Die folgende Saison verlief ähnlich enttäuschend. Bei der Championship League gelangen ihm zwei Unentschieden und bei den restlichen Turnieren schied er fast immer in der ersten Runde aus, wenn auch teilweise recht knapp. Einzig bei der UK Championship gelang ihm ein knapper Sieg gegen Frauenweltmeisterin Reanne Evans. Bei der Weltmeisterschaft schied er mit 3:10 deutlich gegen Liam Davies aus. Zwischenzeitlich war er in der Weltrangliste bis auf Platz 89 aufgerückt, am Ende nahm er aber nur Platz 114 ein und verlor seinen Profistatus. Der Versuch der Wiederqualifikation über die Q School scheiterte.

## Erfolge
- Asien-Pazifik-Meister: 2022
- Australian Open Championship: 2017
- Australian 6-Reds Championship: 2015
- Australian Under-21 Championship: 2015 (Finale 2014)
- Australian Under-18 Championship: 2012 (Finale 2011)
- Australian Under-15 Championship: 2009